# Stanisław Adamczyk (ksiądz)
Stanisław Adamczyk (ur. 11 października 1900 r. w Łękach, zm. 3 stycznia 1971 r. w Krakowie) – polski duchowny rzymskokatolicki, filozof, w latach 1961–1964 prodziekan Wydziału Filozofii KUL. 

## Życiorys naukowy

### Wykształcenie
W 1918 roku ukończył gimnazjum w Tarnowie. Po ukończeniu seminarium duchownego w Tarnowie przyjął w 1923 roku święcenia kapłańskie. W latach 1926–30 studiował filozofię na Gregorianum w Rzymie, gdzie w 1928 roku uzyskał doktorat a w 1930 tytuł magister agreggatus na podstawie pracy De obiecto formali nostri secundum doctrinam S. Thomae Aquinatis.

### Posługa kapłańska
W latach 1930–35 była katechetą w szkołach średnich w Nowym Sączu. Od 1935 roku wykładał w Instytucie Teologii w Tarnowie. W 1939 roku habilitował się na UJK. Od 1946 roku pracował na tamtejszym Wydziale Filozofii. W 1948 roku otrzymał tytuł profesora nadzwyczajnego. W latach 1952–56 został usunięty przez władze komunistyczne z Uniwersytetu. Wykładał w Instytucie Teologicznym w Tarnowie. Od 1956 roku był kierownikiem pierwszej Katedry Metafizyki KUL. Od 1962 roku zastępował kierownika katedry Filozofii Przyrody. W latach 1948–52 i 1961-64 pełnił funkcję prodziekana Wydziału Filozofii KUL. Był czynnym członkiem Towarzystwa Naukowego KUL. A od 1966 roku również Papieskiej Akademii św. Tomasza z Akwinu i Religii Katolickiej. 
W badaniach naukowych koncentrował się na epistemologii (gł. formalnym przedmiocie ludzkiego poznania intelektualnego), metafizyce ogólnej (teoria istoty i istnienia, substancji i przypadłości, struktura bytu przygodnego), teodycei (zależność stworzeń od Boga w akcie istnienia, argument kinetyczny) oraz kosmologii (hylemorfizm). Był przedstawicielem polskiego tomizmu w jego wersji tradycyjnej oraz stosował scholastyczną metodę wykładu. Opublikował m.in. prace Metafizyka ogólna (Lublin 1960), Krytyka ludzkiego poznania (Lublin 1962), Kosmologia (Lublin 1963), De obiecto formali intellectus nostri secundum doctrinam S. Thomea Aquintis (Rome 1933, 1955), De existentia substantiali in doctrina S. Thomea Aquinatis (Rome 1962), De universali concursu divino in doctrina S. Thomea Aquinatis ("Divius Thomas" 73 (1970), ss. 272-307).